# Minas de la Celia
Minas de la Celia este o arie protejată (arie specială de conservare — SAC, sit de importanță comunitară — SCI) din Spania întinsă pe o suprafață de 2,12 ha, integral pe uscat.

## Localizare
Centrul sitului Minas de la Celia este situat la coordonatele 38°27′43″N 1°28′20″W / 38.4619°N 1.4721°V.

## Înființare
Situl Minas de la Celia a fost declarat sit de importanță comunitară în aprilie 1999 pentru a proteja 6 specii de animale. Situl a fost protejat și ca arie specială de conservare în martie 2017.

## Biodiversitate
Situată în ecoregiunea mediteraneană, aria protejată conține 4 habitate naturale: Tufărișuri termo-mediteraneene și de pre-deșert, Matorral arborescenți cu Juniperus spp., Pseudostepă cu ierburi și specii anuale de Thero-Brachypodietea, Pante stâncoase calcaroase cu vegetație casmofită.
La baza desemnării sitului se află mai multe specii protejate:
- păsări (1): Pyrrhocorax pyrrhocorax
- mamifere (5): liliac cu aripi lungi (Miniopterus schreibersii), liliac cu urechi de șoarece (Myotis blythii), liliac cu picioare lungi (Myotis capaccinii), liliac comun (Myotis myotis), liliacul mare cu potcoavă (Rhinolophus ferrumequinum)

Pe lângă speciile protejate, pe teritoriul sitului au mai fost identificate 3 specii de mamifere.